# Torneo de Stanford 2012
El Bank of the West Classic 2012 es un torneo de tenis. Pertenece al WTA Tour 2012 en la categoría WTA Premier. El torneo tendrá lugar en la ciudad de Stanford, Estados Unidos, desde el 9 de julio hasta el 15 de julio de 2012 sobre canchas duras. El torneo también inaugura el US Open Series femenino.

## Cabezas de serie

### Femenino
| Preclasificada | Tenista            | Ranking |
| 1              | Serena Williams    | 6       |
| 2              | Marion Bartoli     | 9       |
| 3              | Dominika Cibulkova | 13      |
| 4              | Jelena Jankovic    | 21      |
| 5              | Yanina Wickmayer   | 36      |
| 6              | Chanelle Scheepers | 43      |
| 7              | Petra Martic       | 45      |
| 8              | Marina Erakovic    | 49      |
| 9              | Sorana Cirstea     | 52      |

- Los cabezas de serie, están basados en el ranking WTA del 25 de junio de 2012.

## Campeones

### Individual Femenino
Serena Williams vence a  Coco Vandeweghe por 7-5, 6-3.

### Dobles Femenino
Marina Erakovic /  Heather Watson vencen a  Jarmila Gajdosova /  Vania King por 7-5, 7-6(7).